# Talínské Kukle
Talínské Kukle är en ort i Tjeckien.   Den ligger i regionen Södra Böhmen, i den centrala delen av landet, 90 km söder om huvudstaden Prag. Talínské Kukle ligger 396 meter över havet och antalet invånare är 158. Den ligger vid sjön Talínský Rybník.
Terrängen runt Talínské Kukle är platt åt sydväst, men åt nordost är den kuperad. Runt Talínské Kukle är det ganska glesbefolkat, med 34 invånare per kvadratkilometer. Närmaste större samhälle är Písek, 8,9 km nordväst om Talínské Kukle. Trakten runt Talínské Kukle består till största delen av jordbruksmark.